# Chiến dịch Nivelle
Chiến dịch Nivelle là cuộc tổng tấn công lớn của khối Hiệp ước (Entente) kéo dài từ ngày 16 tháng 4 đến ngày 9 tháng 5 năm 1917 tại mặt trận Tây Âu của Chiến tranh thế giới thứ nhất. Chiến dịch này được mang tên tổng tư lệnh quân đội Pháp lúc này là Robert Georges Nivelle. Mặc dù cuộc tấn công đã được các tướng lĩnh hàng đầu khối Hiệp ước tuyên bố sẽ nhanh chóng kết thúc sau 48 giờ nhưng chiến dịch đã kết thúc quá lâu so với dự kiến với một tổn thất rất lớn của quân đội khối Hiệp ước, nhất là quân đội Pháp.

## Hoàn cảnh dẫn đến chiến dịch

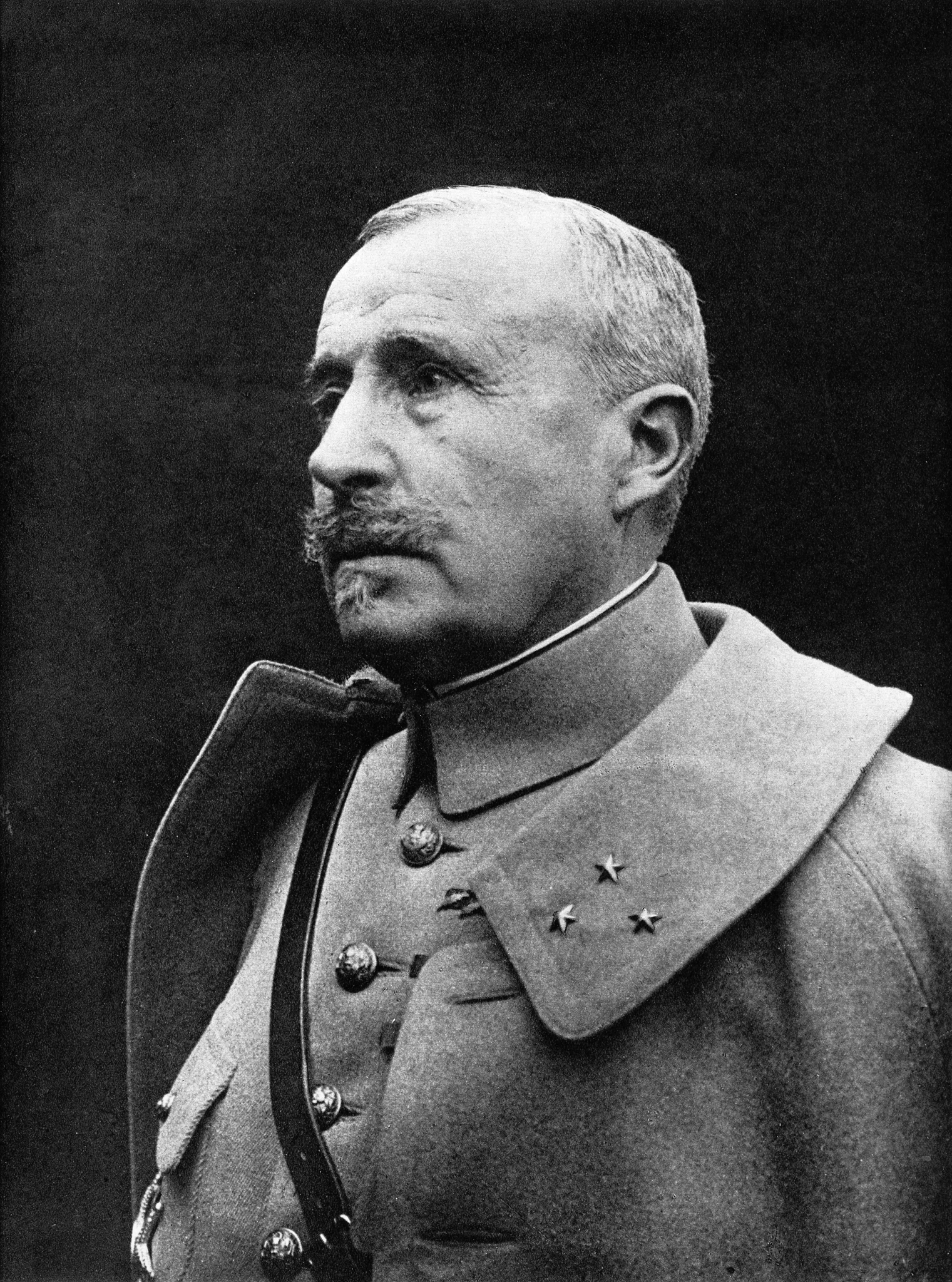
Tướng Robert Georges Nivelle trong thế chiến thứ nhất.

Cuối năm 1916 vì không đạt được thắng lợi nào trên chiến trường nên tướng Joseph Joffre, tổng tư lệnh quân đội Pháp được thay thế bới tướng Robert Georges Nivelle. Tướng Nivelle trở nên nổi tiếng qua trận Verdun qua việc giành lại từ tay người Đức những phần đất đã mất ở đầu cuộc chiến và là người có tư tưởng đổi mới. Giờ đây với cương vị tổng tư lệnh quân đội Pháp ông quyết định thay đổi học thuyết giao tranh dựa trên một tập sách nhỏ bàn về chiến thuật của Andre Laffarge. Laffarge hướng đến việc triển khai những cuộc điều quân chiến thuật phân tán nhằm phá vỡ và vượt qua các phòng tuyến của đối phương. Chiến thuật này của Laffarge đã được áp dụng thành công trong trận Verdun nên Nivelle dự tính vào mùa xuân năm 1917 sẽ thực hiện một cuộc tấn công lớn để phá vỡ các phòng tuyến của quân Đức.
Trong khi đó đối với người Đức, những kinh nghiệm thu được từ trận Verdun và trận Somme (1916) đã thay đổi học thuyết chiến tranh của họ. Quân Đức giờ đây thu ngắn chiến tuyến để có thể tập trung nhiều quân hơn và có thể thiết lập các phòng tuyến mới vững mạnh hơn. Cuối cùng, người Đức đã tạo ra các vùng đất không người trên các vùng đã rút quân, vô hiệu hoá những dự tính tấn công của Nivelle và thiết lập một hệ thống phòng thủ chiều sâu chuẩn bị đối đầu với người Pháp. Một may mắn nữa cho người Đức là họ nhận được kế hoạch hành quân trong tử thi của một sĩ quan Pháp nên đã rút lui về một địa điểm cao được phòng thủ kiên cố. Do vậy chiến dịch đã mất đi tính bất ngờ, là nguyên nhân dẫn đến thất bại sau này của người Pháp.

## Diễn biến
Chiến dịch Nivelle bắt đầu từ ngày 16 tháng 4 năm 1917 và được chia làm 3 giai đoạn:
1. Quân Anh và các nước khối Liên hiệp Anh sẽ tấn công trước bằng 2 tập đoàn quân, số 3 và số 5, tại Arras và Vimy Ridge (trận Arras và trận Vimy Ridge).
2. Cuộc tấn công của quân Pháp tại Chemin des Dames (trận Aisne lần thứ hai hay trận Champagne lần thứ ba) với 1,2 triệu quân và 7000 khẩu súng pháo nhưng trận đánh đã kết thúc với thảm bại của quân Pháp.
3. Quân Pháp và quân Anh sau đó sẽ phối hợp cùng nhau để phá vỡ phòng tuyến quân Đức nhưng kế hoạch này đã không thực hiện được.

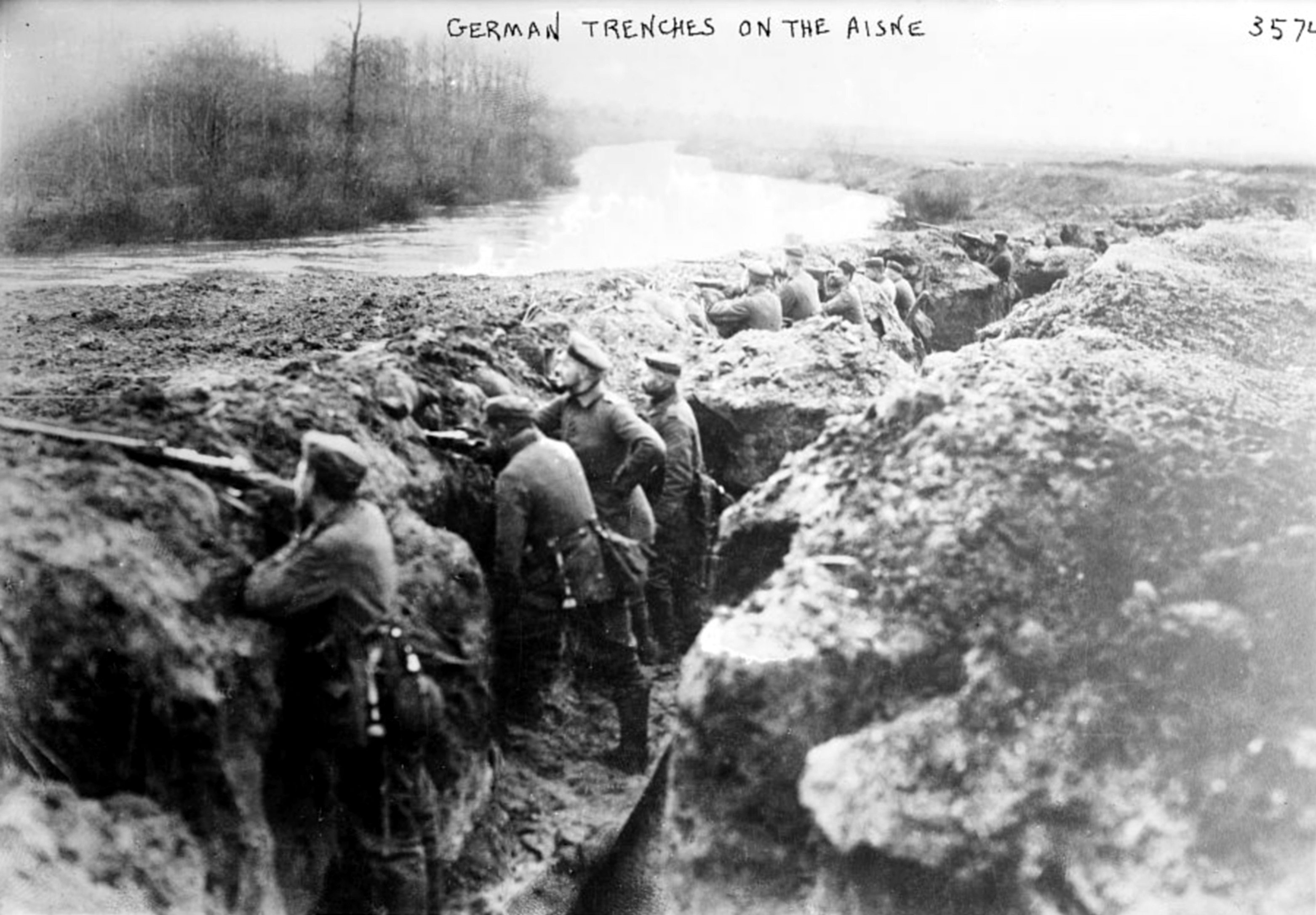
Các chiến hào của quân Đức tại Aisne

Giai đoạn đầu của chiến dịch quân Pháp đã không gặp nhiều khó khăn khi vượt qua các tuyến đầu của Đức nhưng đúng như ý đồ của Erich Ludendorff, quân Pháp càng tiến vào sâu thì tổn thất ngày càng lớn. Đến cuối ngày thứ hai của chiến dịch, quân Pháp có số thương vong lên đến 120.000 người và hầu như không có hi vọng chọc thủng phòng tuyến Đức. Sau 10 ngày số thiệt hại của quân Pháp lên tới 187.000 người. Và thảm hoạ là Nivelle từ chối ngừng cuộc tấn công và ra lệnh tiếp tục. Một số trung đoàn của Pháp từ chối chiến đấu và sau đó đa số không tuân lệnh chỉ huy nữa. Lúc đầu một số quân lính nổi loạn do không được chăm sóc y tế đầy đủ khi bị thương và có trường hợp say rượu nhưng khi chiến dịch kéo dài cuộc nổi loạn đã lan rộng, phần lớn quân lính từ chối tiến vào bãi chiến trường, chống đối các viên chỉ huy của họ đã dẫn họ như các đàn cừu vào các lò sát sinh, một số đơn vị giành lấy doanh trại, bắn các cấp chỉ huy đã can thiệp vào công việc của họ. Vài toán quân khác chiếm các toa xe lửa để về thủ đô Paris, khích động dân chúng chống chiến tranh. Đến ngày 9 tháng 5 thì Chiến dịch Nivelle kết thúc với một sự hỗn loạn và gần như dẫn đến sự tan rã của quân đội Pháp.

## Kết quả
Sau khi Chiến dịch Nivelle thất bại, tướng Robert Nivelle bị cách chức và điều đến Bắc Phi. Nước Pháp đứng trên bờ vực sụp đổ nhưng ngay sau đó thủ tướng Georges Clemenceau đã đưa Philippe Pétain lên nắm quyền tổng chỉ huy quân đội Pháp. Pétain nắm quyền nhanh chóng lấy lại kỉ luật cho quân đội Pháp bằng các hình phạt nặng nề và gia tăng tinh thần cho họ bằng cách cho nghỉ thêm ngày phép, cải thiện bữa ăn, khiến nơi nghỉ ngơi đầy đủ tiện nghi hơn, ra lệnh cho các sĩ quan phải chăm sóc tận tình các binh sĩ dưới quyền và thông báo rằng rất đông quân lính Mỹ sắp sang tiếp viện.
Sau đó dù quân Pháp đã lấy lại kỉ luật và sức mạnh nhưng vẫn không còn khả năng thực hiện các cuộc hành quân lớn. Và khi quân Mỹ chưa đổ bộ vào Châu Âu thì gánh nặng chiến tranh trong năm 1917 lại đổ dồn lên vai người Anh.